# 卡马汽车厂
卡马汽车厂（俄语：Камский Автомобильный Завод）是俄罗斯鞑靼斯坦共和国卡马河畔切尔内的一个卡车和汽车发动机制造商，工厂成立于1969年，2014年年产量为43000辆，名字来源于卡马河。旗下的卡马大师车队使用卡马卡车曾多次赢得达喀尔拉力赛。

## 历史[4]
1969年，苏联共产党中央委员会和苏联部长会议批准了建设重型卡车生产厂综合体的决议。对 70 个可能安置这些设施的地点进行了调查,最终的选择是卡马河畔切尔尼（Naberezhnye Chelny）小镇。卡马河畔切尔尼位于前苏联的中心，地理位置优越，可通航的河流卡马河和伏尔加河以及邻近的铁路线，对于满足施工现场对材料、原材料、设备、部件的所有后勤需求。该地区大型建筑公司 KamGESenergostroy，为未来的卡玛斯员工提前建造了厂房和公寓楼。
卡玛斯采购建筑材料和设备的订单来自各部委、共计2000多家企业。施工现场雇佣了超过10万名员工。按照当代标准，这家未来的卡车工厂配备了最先进的制造设备。使超过 700 家国际公司是卡玛斯工厂的设备供应商，其中包括 Swindell-Dressler、Holcroft、CE-Cast、Ingersoll Rand（美国）、Busch、Hüller Hille、Liebherr（德国）、Morando、Excella、Fata（意大利）、雷诺（法国）、山特维克（瑞典）、小松和日立（日本）。 
1969年12月13日，卡马河卡车厂建设工地破土动工，当时设计能力是年产重型卡车15万辆，发动机25万台。厂区占地 57 平方公里。

### 时间线
1969 年 12 月 13 日 ——在卡马河汽车厂的施工现场开始破土动工。
1970 年秋天 ——第一批立方米混凝土被灌入卡玛斯第一座维修和模具工厂以及灰铸铁和可锻铸铁铸造厂的地基。
1973年 ——综合体一期工程的几乎所有设施均已建成，第一条城市有轨电车线路开通，第一套热电联产机组投入运行。
1974 年 5 月 – 在卡马河汽车厂首席设计工程师部的实验车间里，第一台发动机诞生。
1975 年 ——综合体的所有工厂都在进行施工和安装，制造设备的启动和调试操作以及产品测试进行。
1975 年 12 月 – 在发动机工厂，使用临时（旁路）技术组装了第一个动力组。
1976 年 2 月 16 日 ——第一辆卡玛斯卡车在卡车装配厂的总装线上生产出来。
1976年12月29日 ，以苏联汽车工业部部长波利亚科夫为首的政府验收委员会签署验收报告，卡马河重型汽车厂一期工程正式投产。
1978 年 8 月 ——生产了第 5 万辆卡车。
1979年6月 ——第10万辆卡车下线。
1980年4月 ——生产了第15万辆重型卡车。
1981年2月 ——卡玛斯二期工程竣工投产。
1988年7月17日，该厂组建了卡玛斯大师赛车队，多次获得各种拉力赛冠军。
1990年6月25日，政府批准在生产协会财产的基础上成立卡玛斯股份公司的决定。 
1990年8月，卡马河汽车生产协会改组为股份公司。
2012年2月15日，卡马河汽车总装线下线了第200万辆卡车。
2022年7月，卡马河汽车TC总经理谢尔盖·科戈金与莫斯科市长谢尔盖·索比亚宁签署了合作开发乘用车和生产俄罗斯国产电动汽车的协议。11月23日，卡玛斯和莫斯科政府开始生产Moskvich汽车。

## 企业媒体
- KAMAZ杂志[5]

## KAMAZ MASTER[6]
成立于1988年,是俄罗斯唯一支成功代表国家参加世界赛车运动的工厂车队，多次获得奖牌，其中十九次获得达喀尔拉力赛卡车组冠军。

## 圖片

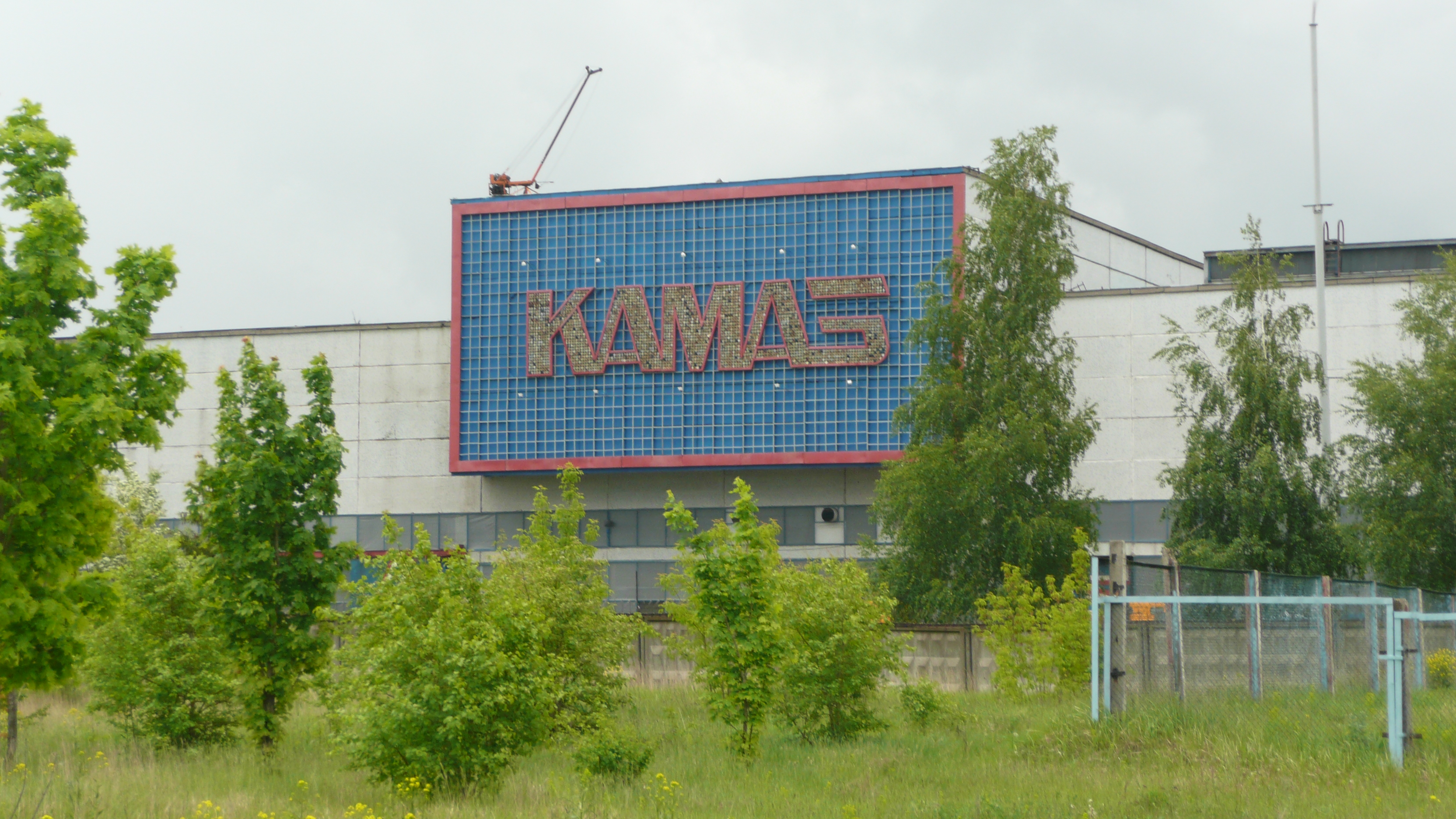
工廠門口
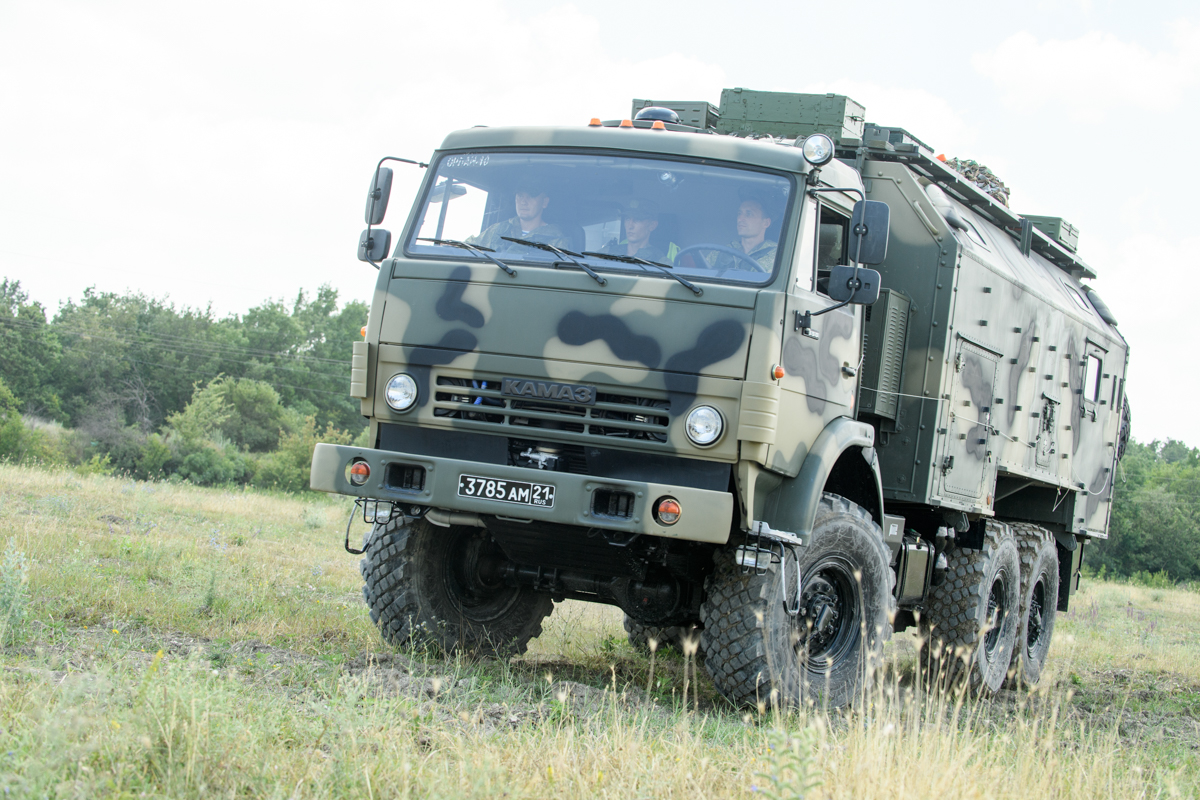
軍用重卡
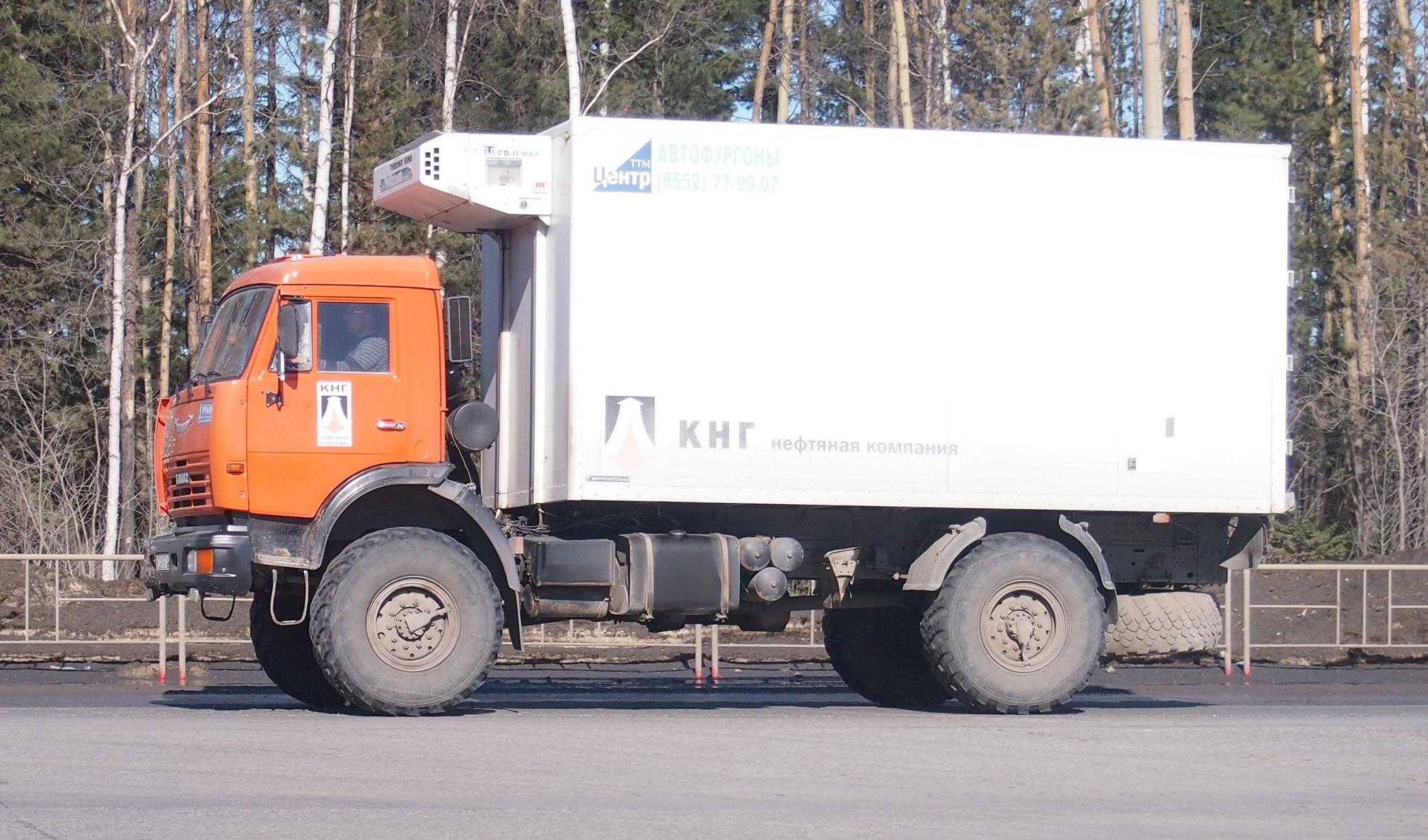
冷藏車
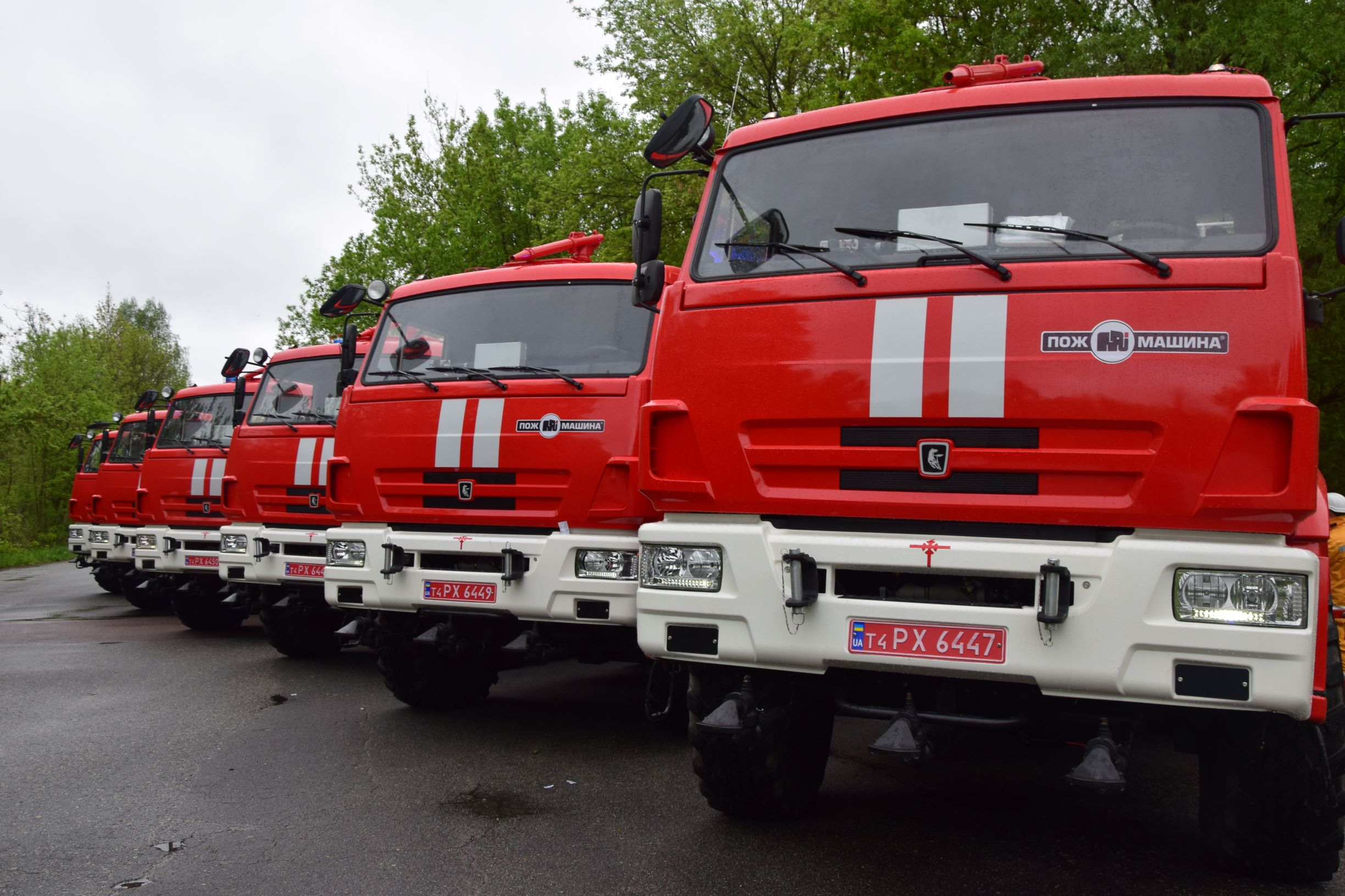
消防車隊